# تيري بولارد
تيري بولارد (بالإنجليزية: Terry Pollard)‏ هي عازفة بيانو أمريكية، ولدت في 15 أغسطس 1931 في ديترويت في الولايات المتحدة، وتوفيت في 16 ديسمبر 2009 في نيويورك في الولايات المتحدة.

## وصلات خارجية
- تيري بولارد على موقع ميوزك برينز (الإنجليزية)
- تيري بولارد على موقع أول ميوزيك (الإنجليزية)
- تيري بولارد على موقع ديسكوغز (الإنجليزية)